# PiaoYou
PiaoYou es un término de jerga en el ámbito de la ópera china y el arte de la palabra, que se refiere a aquellas personas que cantan ópera china o practican el arte de la palabra de forma amateur.

## PiaoYou

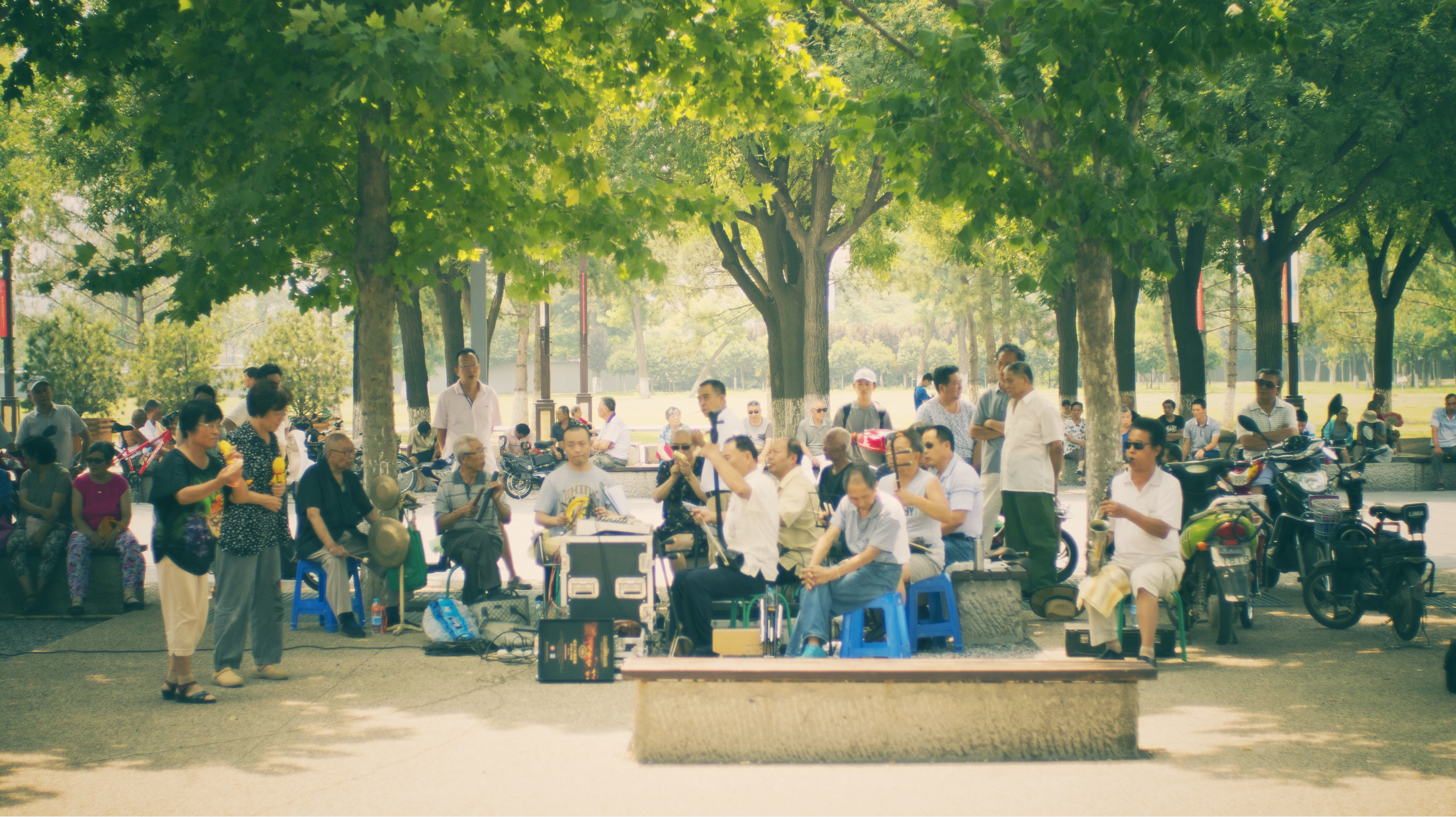
PiaoYou

"PiaoYou" es un concepto único en el campo de la cultura de la ópera china y el arte de la palabra, con una profunda historia y raíces. Su denominación se remonta originalmente a los períodos de Qianlong y Jiaqing de la dinastía Qing. En aquella época, el gobierno de la dinastía Qing estaba en una etapa relativamente estable, y el sistema de los Ocho Estandartes todavía tenía una gran influencia en la vida social. Algunos descendientes de los Ocho Estandartes actuaban en el escenario social de una forma especial de difusión cultural, apoyados por los "LongPiao" emitidos especialmente por la corte imperial.
El "LongPiao" era un tipo de credencial emitido por la corte imperial de la dinastía Qing. Los descendientes de los Ocho Estandartes que lo poseían disfrutaban de una licencia y ventajas específicas para dar espectáculos. Ellos viajaban a diferentes lugares para cantar gratuitamente un género artístico llamado "Zidishu". El "Zidishu", también conocido como "QingyinZidishu", era un género artístico popular creado y popularizado por los descendientes de los Ocho Estandartes. Combinaba características de la cultura manchú y del arte de la narración y canto tradicional de los hanes, contaba con tonos musicales y estilos de actuación únicos, y su contenido se centraba en la narración de historias históricas, leyendas populares o la expresión de emociones personales.
La actuación de estos descendientes de los Ocho Estandartes no tenía como objetivo ganar dinero, sino cumplir con la misión de promocionar la corte imperial y difundir los conceptos y valores culturales oficiales. Con el paso del tiempo, este grupo de personas que cantaban ópera y arte de la palabra de forma amateur fue gradualmente llamado "PiaoYou" por el público en general.
Durante su largo proceso de desarrollo, se derivaron una serie de términos relacionados con "PiaoYou". Las actividades de actuación de ópera y arte de la palabra realizadas por los PiaoYou se denominan "PiaoXi" o "WanPiao", lo que enfatiza la naturaleza no profesional y recreativa de sus actuaciones. Y el lugar donde los PiaoYou se reúnen, comparten y practican sus habilidades artísticas y dan actuaciones se llama "PiaoFang". La "PiaoFang" no es solo un espacio donde los PiaoYou exhiben sus talentos, sino también un puesto de avanzadilla para la comunicación y la herencia de la cultura de la ópera y el arte de la palabra. Además, cuando un PiaoYou decide dedicarse a una carrera profesional en el campo artístico y pasa de un estado no profesional a un actor profesional, se dice que "XiaHai". Este cambio marca el tránsito del PiaoYou de un aficionado amateur a un profesional, y también refleja un aspecto del flujo de talentos y el desarrollo de la industria de la ópera y el arte de la palabra.
El grupo de "PiaoYou" y los fenómenos culturales relacionados son una parte importante del ecosistema cultural de la ópera y el arte de la palabra tradicionales de China. Cargan con información cultural y social de períodos históricos concretos, y tienen un valor académico indiscutible para el estudio de la evolución del arte tradicional chino y la interacción cultural entre diferentes estratos sociales.

## MingPiao

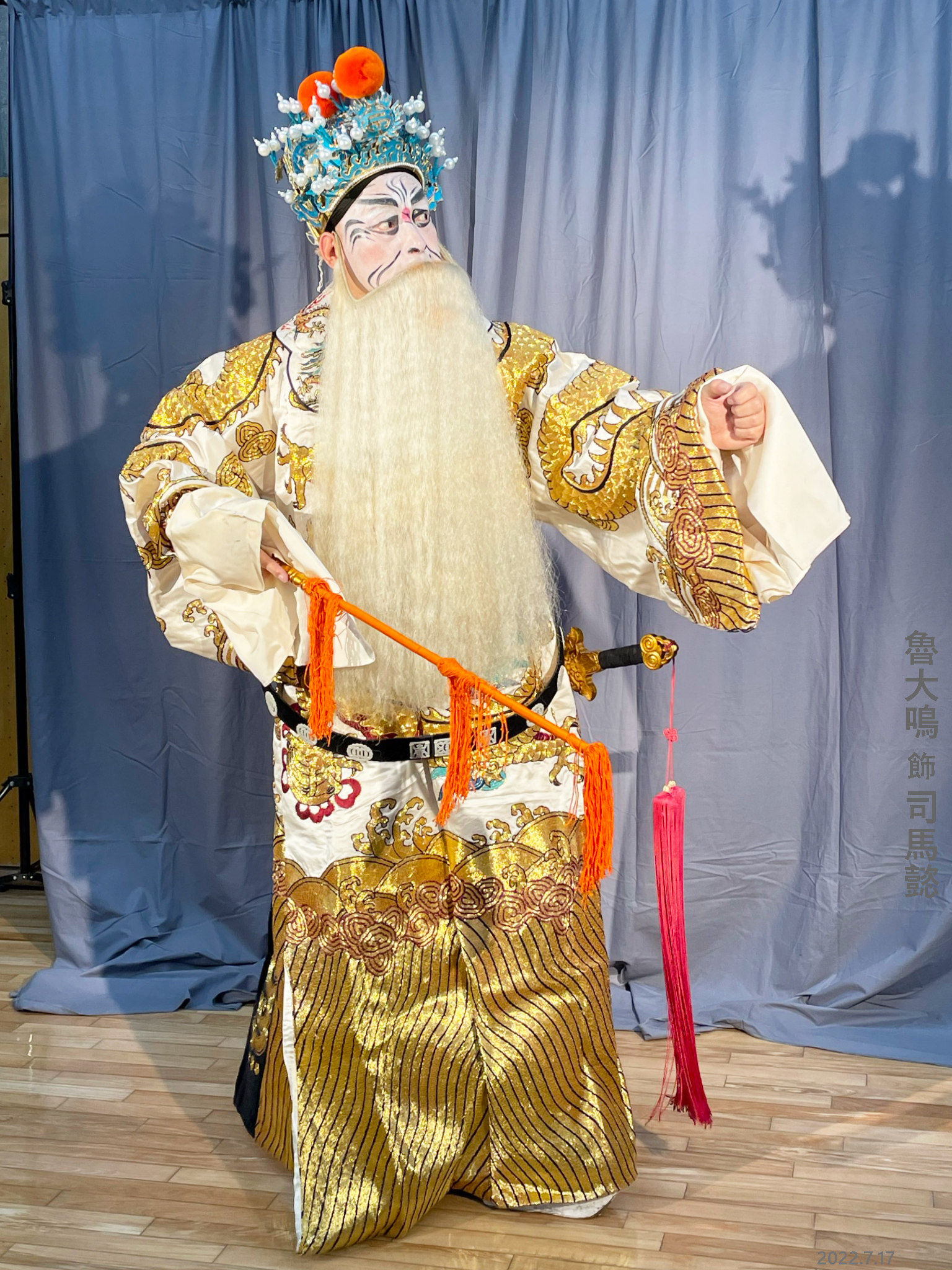
actor de Laosheng

"MingPiao" se refiere a PiaoYou de renombre. El primer grupo de "MingPiao" de la Ópera de Pekín en China fueron Xue Yinxuan y Lu Shengkui . Fueron contemporáneos de los "tres mejores actores "Laosheng" de la Ópera de Pekín": Yu Sansheng, Zhang Erkui y Cheng Changgeng, y todos fueron la primera generación de actores de la Ópera de Pekín en China.
Pu Tong era el primo mayor de Puyi, el último emperador de la Dinastía Qing. Era conocido con el nombre de Xiyuan y el seudónimo de Hongdou Guanzhu. Pu Tong amó el teatro desde niño y tenía un profundo y exquisito dominio en géneros teatrales como el ópera de Pekín y el ópera kunqu. En cuanto a la ópera kunqu, dominaba numerosos repertorios, era hábil en la flauta y tenía una profunda comprensión de la notación musical. En el caso del ópera de Pekín, ya sea en los roles de viejos y jóvenes actores masculinos, o en los roles de actrices femeninas y actores de personajes grotescos, podía subir al escenario y presentaba un estilo de actuación único y un nivel artístico muy elevado.
Debido a sus excelentes logros artísticos, él fue nombrado, junto con Yuan Kewen, Zhang Xueliang y Zhang Boju, como uno de los "Cuatro Hijos Nobles de la República de China".

## PiaoXi

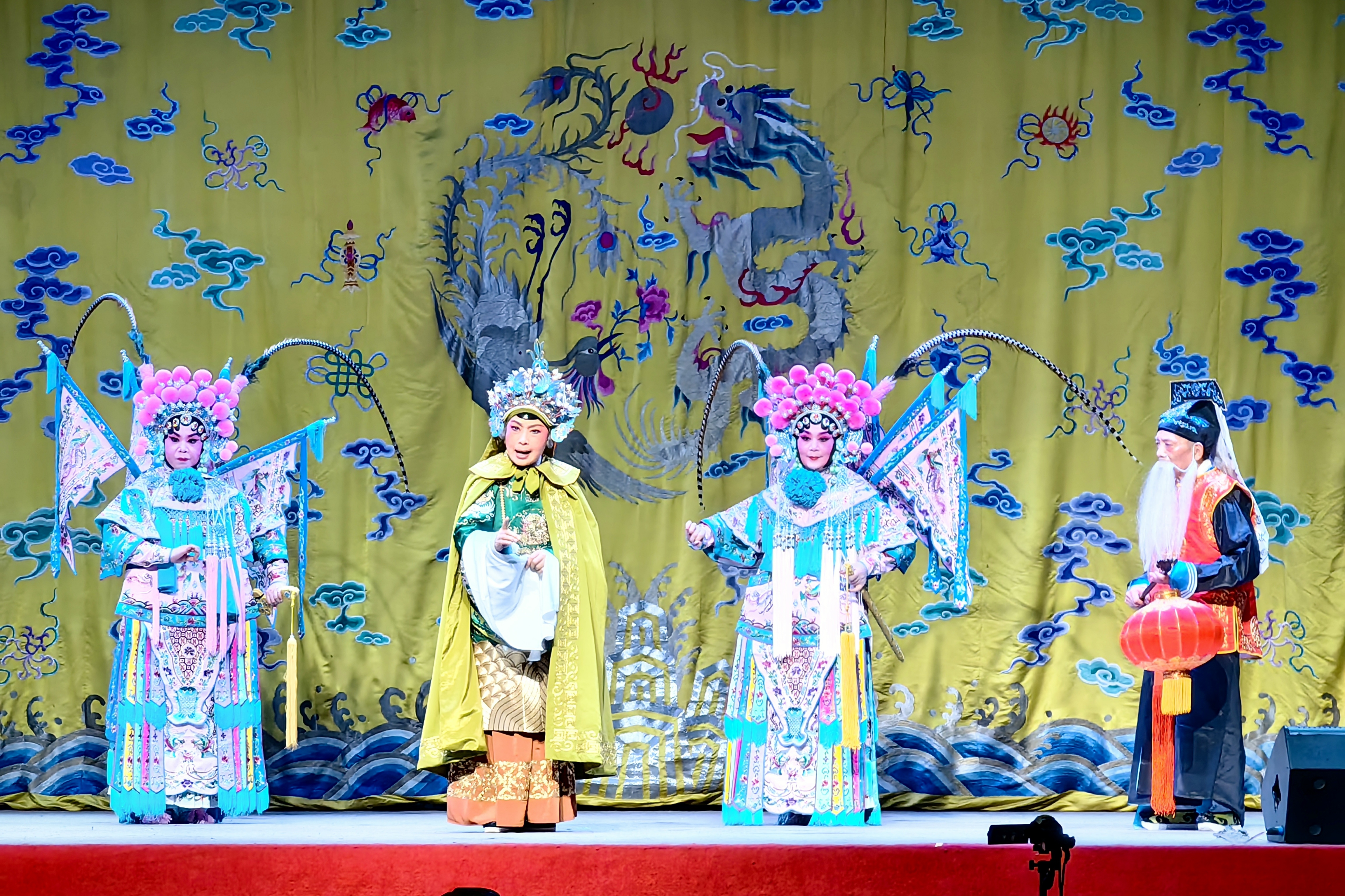
El escenario de la ópera tradicional

"PiaoXi" se refiere a las actividades de actuación de óperas o arte del habla llevadas a cabo por los aficionados a la ópera (PiaoYou). Esta es un tipo de comportamiento de actuación de naturaleza amateur. Los PiaoYou realizan estas actuaciones debido a su amor por las óperas y el arte del habla y basados en su propio interés y talento artístico. Por lo general, las actuaciones de PiaoXi no buscan beneficios comerciales, sino que dan más importancia a la búsqueda del arte y a la exhibición de sí mismos. La forma de actuación es bastante flexible y puede llevarse a cabo en algunos teatros pequeños, clubes tradicionales, fiestas privadas y otros lugares.Los PiaoYou preparan cuidadosamente las piezas teatrales y se esfuerzan por mostrar su nivel artístico durante la actuación. Aunque, en comparación con las actuaciones profesionales, puede haber una ligera diferencia en la destreza y la perfección técnica, no son inferiores en cuanto a la dedicación en la actuación y el entusiasmo por el arte.

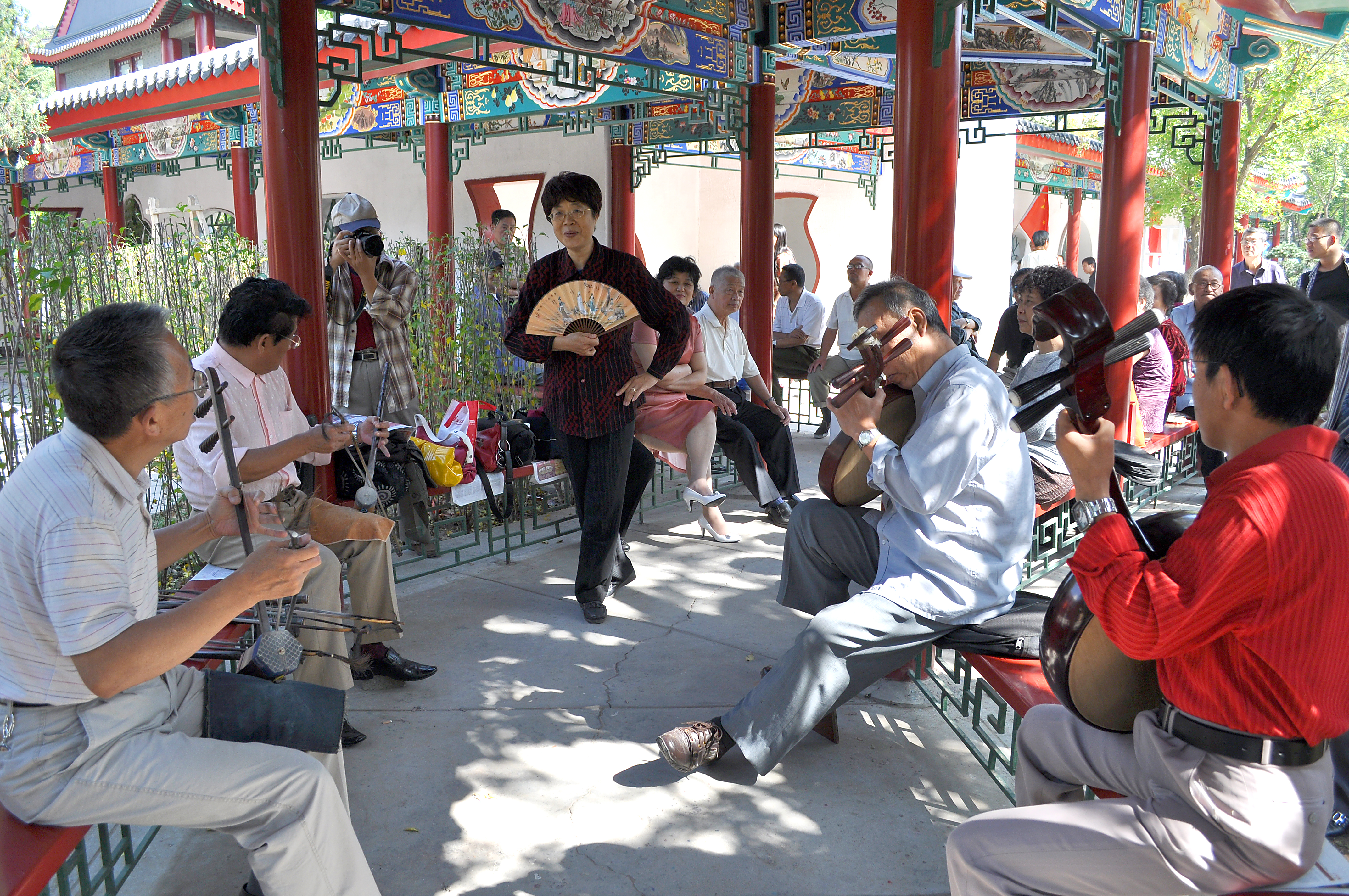
En 2009, la actuación de PiaoXi en un parque de Tianjin.

Las actuaciones de PiaoXi son una de las formas importantes para la amplia difusión y desarrollo de la cultura de las óperas y el arte del habla entre el pueblo. Proporcionan una plataforma de práctica y exhibición para los aficionados a las óperas y el arte del habla, promueven la transmisión y el desarrollo del arte de las óperas y el arte del habla entre el pueblo, y enriquecen la vida cultural de la población.

## WanPiao
"WanPiao" tiene un significado similar a "PiaoXi", y también se refiere a las actividades de actuación de óperas, arte del habla y otras disciplinas artísticas en las que participan los PiaoYou, enfatizando su naturaleza amateur y su carácter recreativo. "WanPiao" destaca aún más que la participación de los PiaoYou en las actuaciones se debe a su interés personal y pasión, y que lo consideran como una forma de entretenimiento y diversión, en lugar de perseguir beneficios económicos como una profesión.

## PiaoFang
Originalmente, "PiaoFang" se refería a los lugares donde los PiaoYou se organizaban por sí mismos para reunirse, compartir y mejorar sus habilidades artísticas, y realizar actuaciones. Con el paso del tiempo, esta terminología se ha extendido para hacer referencia también a los grupos o organismos que administran las actividades de los PiaoYou, organizan actuaciones y fomentan el intercambio cultural de la ópera y el arte del habla.

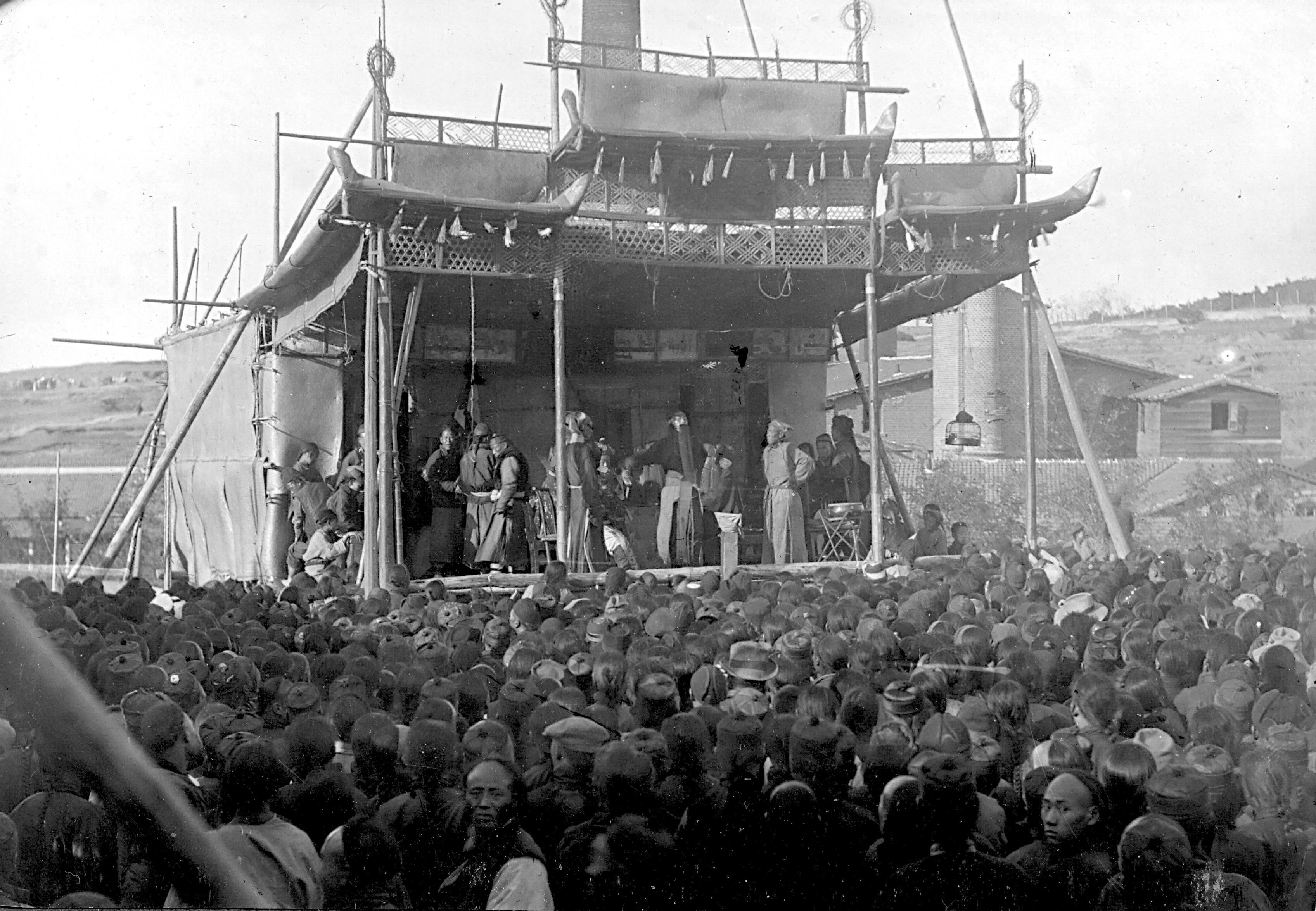

Como lugares físicos, los "PiaoFang" proporcionan a los PiaoYou un espacio de actividades fijo, lo que les permite ensayar, actuar y comunicarse con facilidad. En estos lugares, los PiaoYou pueden aprender unos de otros y mejorar juntos su nivel artístico.Como grupos u organismos, los "PiaoFang" también organizan una variedad de actividades de actuación, incluyendo representaciones internas de intercambio y actuaciones abiertas al público, lo cual promueve la difusión de la cultura de la ópera y el arte del habla. Además, los "PiaoFang" pueden asumir responsabilidades como la formación de nuevos talentos, la recopilación y transmisión de documentos relacionados con la ópera y el arte del habla. De esta manera, juegan un papel fundamental en el sostenimiento de la transmisión y el desarrollo de la cultura de la ópera y el arte del habla.

## XiaHai
En la industria de la ópera y el arte del habla, "XiaHai" significa que un PiaoYou decide renunciar a su identidad amateur original y dedicarse a una carrera profesional en el mundo de la actuación, pasando de un estado no profesional a ser un actor profesional.
Las razones por las cuales los PiaoYou eligen "XiaHai" son muy variadas. Algunos PiaoYou tienen un gran talento artístico y habilidades de actuación. Después de un largo tiempo de estudio y práctica, consideran que cumplen con las condiciones necesarias para trabajar en el campo de la actuación profesional. Desean mostrar su talento artístico en un escenario más amplio y perseguir un mayor logro artístico. Otros PiaoYou, en cambio, pueden que su amor por el arte de la ópera y el arte del habla haya alcanzado el punto máximo, y están dispuestos a tomar esto como una profesión de por vida, dedicándose por completo a la causa artística. Además, hay también algunos PiaoYou que son atraídos por la demanda del mercado y los beneficios económicos. Creen que trabajar como actores profesionales les puede brindar una mejor recompensa económica.